# Нит (город)
Нит (валл. Castell-nedd, англ. Neath) — город в Уэльсе, входит в округ Нит-Порт-Толбот.
Город Нит известен со II века нашей эры, входя в состав Римской империи. В эпоху нормандской экспансии в городе Нит был построен замок, который и поныне находится в центре города. С нормандского завоевания Нит стал называться на валлийском языке как Кастел-Нед. В XVIII веке Нит стал быстро развиваться в связи с промышленной революцией и с развитием новых отраслей промышленности по производству чугуна, стали и жести. В Ните имеется парк.
Нит посетил известный адмирал Нельсон на своем пути в Милфорд-Хейвен, где остановилась его флотилия.

## Транспорт
Город пересекают «Южно-Уэльская главная линия», автомобильные дороги A474, A4230 и шоссе А465, 